# Miła (Stąporków)
Miła – dzielnica w północno-wschodniej części miasta Stąporkowa w woj. świętokrzyskim, w powiecie koneckim. Rozpościera się w rejonie ulic Miłej i Piaskowej, wzdłuż wschodniej granicy Stąporkowa z Wąglowem. Stanowi peryferyjnie położone, przestrzennie odrębne skupisko osadnicze o niskim stopniu zaludnienia i dużym zalesieniu. Do 1954 roku samodzielna wieś.

## Historia
Miła to dawna wieś. Należała początkowo do gminy Niekłań Wielki w powiecie koneckim w guberni kieleckiej, a od 25 stycznia 1926 do gminy Odrowąż w woj. kieleckim. Tam 4 listopada 1933 utworzyła gromadę o nazwie Miła w gminie Odrowąż, obejmującą Miłą oraz budkę kolejową i grunty kolejowe. 1 kwietnia 1939 wraz z główną częścią powiatu koneckiego włączona do woj. łódzkiego.
Podczas II wojny światowej włączona do Generalnego Gubernatorstwa (dystrykt radomski), tracąc status gromady i stanowiąc odtąd składową gromady Wąglów. Po wojnie reasumuje status gromady w województwie łódzkim, lecz tracąc go ponownie 2 sierpnia 1948 przez włączenie do gromady Wąglów. 6 lipca 1950 ponownie w województwa kieleckim w gminie Odrowąż w powiecie koneckim.
W związku z reformą znoszącą gminy jesienią 1954 roku, Miłą włączono do nowo utworzonej gromady Stąporków Nowy z siedzibą w Stąporkowie Nowym został siedzibą. W skład gromady Stąporków Nowy weszły: Sadykierz i (Stary) Stąporków ze zniesionej gminy Duraczów oraz Nieborów, Koprusa, Miła, Stąporków Nowy i Wołów ze zniesionej gminy Odrowąż. 
Gromada Stąporków Nowy przetrwała zaledwie sześć tygodni, bo już 13 listopada 1954 zniesiono ją w związku z nadaniem jej statusu osiedla o nazwie Stąporków,przez co Miła stała się integralną częścią Stąporkowa. 1 stycznia 1967 osiedlu Stąporków nadano status miasta, w związku z czym Miła stała się obszarem miejskim.